# Nupserha parakenyensis
Nupserha parakenyensis là một loài bọ cánh cứng trong họ Cerambycidae.